# Херберт Спенсер
Херберт Спенсер (енгл. Herbert Spencer; Дарби, 27. април 1820 — Брајтон, 8. децембар 1903) био је енглески филозоф и теоретичар социологије. Допринео је у многим научним областима, укључујући етику, религију, политику, филозофију, биологију, социологију и психологију.
Најпознатији је по томе што је створио израз опстанак најприлагођенијих који је објаснио у свом делу Принципи биологије (1864), након што је прочитао књигу Чарлса Дарвина Порекло врста (израз који сам по себи подразумева природну селекцију).

## Биографија
Херберт Спенсер је рођен 27. априла 1820. у Дарбију у Енглеској, као син Џорџа Спенсера. Био је најстарији од деветоро деце и једини који је преживео.
Хербертов отац је био верски преобраћеник који је из методистичке цркве прешао у квекерску, и изгледа да је на сина пренео инстинкт отпора према свакој врсти власти.
Спенсер је био болешљиво и слабашано дете па није редовно похађао школу, а отац га је онда подучавао код куће. Емпиријским наукама га је подучио његов отац. Са тринаест година преселио се код свог стрица да би добио даље образовање. Његов стриц, свештеник Томас Спенсер употпунио је Спенсерово ограничено формално образовање подучавајући га математици, физици и преводу једноставнијих текстова са латинског језика.
Преко чланова Филозофског друштва Дарбија упознао се и са предарвинистичким концептом биолошке еволуције (поготово са учењима Еразмуса Дарвина и Жан Баптист Ламарка).
Водио је школу засновану на напредним наставним методама Јохана Хајнриха Песталоција а такође је био и секретар Филозофском друштва Дарбија, научног друштва које је око 1790. основао Еразмус Дарвин, Чарлсов деда.
Током пет година рада за часопис Економист (Economist) Спенсер је остварио познанства у свету лондонског напредног новинарства. Упознао је издавача Џона Чапмана (John Chapman), радикалног писца Г. Х. Ливса (G. H. Lewes) и његову будућу супругу Мери Ен Еванс (која је писала под псеудонимом Џорџ Елиот). Убрзо након тога упознао је и истакнутог научника Томаса Хакслија (Thomas Huxley) и Џона Тиндала (John Tyndall), који су од тада постали његови блиски пријатељи.

## Педагошки погледи и васпитање
Позитивистичка филозофија, доживела је у педагогији највише теоретско остварење у педагошким погледима чувеног енглеског социолога, филозофа-позитивисте и педагога Херберта. Његов рад спада, углавном, у другу половину XIX веку. Спенсер, изразити представник, гласник и заговорник капиталистичког света. Основно учење Спенсерово јесте, да се све на свету развија од нерашчлањене једноврсности ка разноврсности. Једна од његових основних грешака је што не разликује друштвени живот од живота организма, тј. не разликује социолошке законе од биолошких. Социјализам је, по Спенсеру неприхватљив, због тога што би било штетно када би између људи престала борба за опстанак. Спенсер је одлучно био против социјализма и комунизма.” Друштво се развија постепено”- тако је он мислио - дакле, еволуцијом. Педагошки погледи - између науке и религије, нема суротности. О васпитању - написао је књигу: “ О умном, моралном и физичком васпитању.” Васпитању је приписивао велики значај. Циљ васпитања је у томе да нас припреми за потпуни живот и животну борбу. Васпитање треба прилагодити природним, развојним законитостима. Умно васпитање -  Спенсер отклања у настави све што нема практичне вредности, све што у животу не користи. Предлаже наставу из “природне историје” друштва. Ако знање треба човека да користи, онда нека учи оно што је у складу са основним врстама његове активности.  Према Спенсеру те активности су:
- Активности које човека непосредно физички одржавају (знања из анатомије, физиологије, хигијене);
- Активности које човека посебно лично одржавају у животу (логика ради радних односа, геометрија ради архитектуре, геологија ради рударства);
- Активности које одржавају врсту и породицу (физиологија, педагогија, психологија);
- Активности које се тичу друштвених и политичких односа које се тичу извршавања наших социјалних обавеза;
- Активности којима испуњавамо свој одмор и задовољавамо свој укус и своја осећања (уметничко васпитање, музика, сликарство итд.).

Спенсер је изванредно велики значај приписивао реалном васпитању. Методика - Дете треба да стиче искуства о свету и о ефектима својих сопствених активности. Само нека што више учи. Спенсер је подвукао важност принципа постепености. Поставио је следећа правила: од једноставног ка сложеном, од неодређеног ка одређеном, од конкретног ка апстрактном и од емпиријског ка рационалном. Према његовом схватању, основна наставна метода требало би да буде индуктивно истраживачка. Био је против наставног формализма и догматизма. Морално васпитање - Спенсер је замишљао морални развој као процес који иде од егоизма преко алтруизма до равнотеже између егоизма и алтруизма. Нарочито је истицао егоизам. Треба поменути његове методе за васпитање дисциплине. Васпитач треба да буде активан, треба да васпита иницијативно енергичне људе, људе “јаког карактера”. За васпитача је веома значајно уколико постигне, да дете на сопственој кожи осети последице рђавог поступка. Спенсер је отклањао телесну казну. Врховни принцип који га руководи у његовом моралу  и моралном васпитању, јесте његов буржоаски идеал личне користи и вечите борбе за лични опстанак. Физичко васпитање - Спенсер се залаже за довољну исхрану, довољну и одговарајућу одећу. Наглашава потребу да се деца што више крећу и да своје дечије потребе за активношћу, задовољавају у игри и спорту. Проглашава методу учвршћивања  штетном и погрешном. Нарочиту пажњу је Спенсер посвећивао претераном душевном напрезању. Био је против преоптерећености ученика али и пренатрпаности наставних планова. Протествује против учења напамет. Здравље и природни развој треба да постану главни циљ нашег поступања са омладином. Однос према радничком образовању - Био је одлучан противник радничког образовања и у исто време одлучан противник радничких захтева да се школство подржави. Спенсер изграђује педагогију на систему позитивних наука.

## Утицај
Спенсеров социјал-дарвинизам је посебно утицао на ране еволуционе економисте као што је Торштајн Веблен (Thorstein Veblen) али су га усвојили и Американци Вилијам Грејем Самнер (William Graham Sumner) и Симон Нелсон Патен (Simon Nelson Patten)
.

## Дела

### Књиге
- О правој сфери владе (On The Proper Sphere of Government), 1842.
- Друштвена статика (Social Statics: or, The Conditions Essential to Human Happiness Specified, and the First of Them Developed), 1851.  Архивирано на веб-сајту  (24. октобар 2012)
  - Друштвена статика: допуњено и измењено издање (Social Statics: Abridged and Revised), 1892.
- Теорија популације (A Theory of Population), 1852.
- Принципи психологије (The Principles of Psychology), 1855.  Архивирано на веб-сајту  (24. октобар 2012)
- Образовање (Education), 1861.
- Систем синтетичке филозофије (System of Synthetic Philosophy), у десет томова:
  - Основни принципи (First Principles), 1862.  Архивирано на веб-сајту  (31. децембар 2013)  Архивирано на веб-сајту  (16. новембар 2007)
  - Принципи биологије (Principles of Biology) (1864, 1867; допуњено: 1898), у два тома
    - 1. том — 1. део: Подаци из биологије (The Data of Biology); 2. део: Увод у биологију (The Inductions of Biology); 3. део: Развој живота (The Evolution of Life); Appendices
    - 2. том — 4. део: Морфолошки развој (Morphological Development); 5. део: Физиолошки развој (Physiological Development); 6. део: Закони умножавања (Laws of Mutiplication); Appendices

  - Принципи психологије (Principles of Psychology) (1870, 1880),  Архивирано на веб-сајту  (24. октобар 2012) у два тома
    - 1. том — 1. део: Подаци из психологије (The Data of Psychology); 2. део: Увод у психологију (The Inductions of Psychology); 3. део: Општа синтеза (General Synthesis); 4. део: Специјална синтеза (Special Synthesis); 5. део: Физичка синтеза (Physical Synthesis); Appendix
    - 2. том — 6. део: Специјална анализа (Special Analysis); 7. део: Општа анализа (General Analysis); 8. део: (Congruities); 9. део: (Corollaries)

  - Принципи социологије (Principles of Sociology), у три тома
    - 1. том (1874-75; допуњено 1876, 1885) — 1. део: Подаци из социологије (Data of Sociology); 2. део: Увод у социологију (Inductions of Sociology); 3. део: Домаће установе (Domestic Institutions)
    - 2. том — 4. део: Церемонијалне установе (Ceremonial Institutions), 1879; 5. део: Политичке установе (Political Institutions), 1882  Архивирано на веб-сајту  (24. октобар 2012); 6. део [објављено у неким издањима]: Верске установе (Ecclesiastical Institutions), 1885.
    - 3. том — 6. део [објављено у неким издањима]: Верске установе (Ecclesiastical Institutions), 1885; 7. део: Професионалне установе (Professional Institutions), 1896; 8. део: Индустријске установе (Industrial Institutions), 1896; Референце (References)

  - Принципи етике (The Principles of Ethics), 1897. у два тома
    - 1. том  Архивирано на веб-сајту  (24. октобар 2012) — 1. део: Подаци из етике (The Data of Ethics), 1879  Архивирано на веб-сајту  (24. октобар 2012); 2. део: Увод у етику (The Inductions of Ethics), 1892; 3. део: Етика живота појединца (The Ethics of Individual Life), 1892; Референце (References)
    - 2. том  Архивирано на веб-сајту  (24. октобар 2012) — 4. део: Етика друштвеног живота: Правда (The Ethics of Social Life: Justice), 1891  Архивирано на веб-сајту  (24. октобар 2012); 5. део: Етика друштвеног живота: Негативно доброчинство (The Ethics of Social Life: Negative Beneficence), 1892; 6. део: Етика друштвеног живота: Позитивно доброчинство (The Ethics of Social Life: Positive Beneficence), 1892; Appendices
- Студија социологије (The Study of Sociology), 1873.  Архивирано на веб-сајту  (31. децембар 2013)

### Есеји
- Илустрације универзалног напретка: серија дискусија (Ilustrations of Universal Progress: A Series of Discussions), 1864 — 1883.
- Скорашња дискусија о науци, филозофији и моралу (Recent Discussions in Science, Philosophy, and Morals), 1873.
- Човек против државе (The Man versus the State), 1884.  Архивирано на веб-сајту  (24. октобар 2012)  Архивирано на веб-сајту  (10. новембар 2007)
- Молба за слободу: аргумент против социјализма и социјалистичке легислације (A Plea for Liberty: An Argument against Socialism and Socialistic Legislation), 1891.  Архивирано на веб-сајту  (3. новембар 2013)